# Neonova mrija
Neonova mrija (in ucraino Неонова мрія?) è il terzo album in studio del cantante ucraino SadSvit, pubblicato il 17 febbraio 2023.
Il disco contiene la hit Syluety, il brano più consumato durante il 2023 in territorio ucraino su Spotify, nonché il 6º più riprodotto nello stesso arco di tempo su Apple Music.

## Tracce
Testi e musiche di Bohdan Rozvadovs'kyj.
1. Syluety (con Struktura Ščastja) – 2:57
2. Pam"jataj svij dim – 2:54
3. Ne zabuvaj – 2:45
4. Antyutopija – 2:47
5. Pit'ma – 2:42
6. Ne vdvoch – 3:32
7. Ostannij den' – 2:59